# Zoganj
Zoganj este un sat din comuna Ulcinj, Muntenegru. Conform datelor de la recensământul din 2003, localitatea are 425 de locuitori (la recensământul din 1991 erau 523 de locuitori).

## Demografie
În satul Zoganj locuiesc 305 persoane adulte, iar vârsta medie a populației este de 35,5 de ani (32,3 la bărbați și 39,1 la femei). În localitate sunt 106 gospodării, iar numărul mediu de membri în gospodărie este de 4,01.
|  |

| Demografie | Demografie | Demografie |
| An         | Locuitori  | Locuitori  |
| ---------- | ---------- | ---------- |
|            |            |            |
|            |            |            |
|            |            |            |
|            |            |            |
| 1948       | 313        |            |
| 1953       | 321        |            |
| 1961       | 440        |            |
| 1971       | 527        |            |
| 1981       | 554        |            |
| 1991       | 523        | 444        |
| 2003       | 499        | 425        |

| \| Componența etnică conform recensământului din 2003[2] \| Componența etnică conform recensământului din 2003[2] \| Componența etnică conform recensământului din 2003[2] \| Componența etnică conform recensământului din 2003[2] \| Componența etnică conform recensământului din 2003[2] \| \| ----------------------------------------------------- \| ----------------------------------------------------- \| ----------------------------------------------------- \| ----------------------------------------------------- \| ----------------------------------------------------- \| \| \| \| \| \| \| \| Albanezi \| Albanezi \| \| 283 \| 66,58% \| \| Muntenegreni \| Muntenegreni \| \| 57 \| 13,41% \| \| Musulmani \| Musulmani \| \| 39 \| 9,17% \| \| Sârbi \| Sârbi \| \| 29 \| 6,82% \| \| necunoscută \| necunoscută \| \| 17 \| 4% \| |              |  |     |        |
| Componența etnică conform recensământului din 2003 |              |  |     |        |
| |              |  |     |        |
| Albanezi | Albanezi     |  | 283 | 66,58% |
| Muntenegreni | Muntenegreni |  | 57  | 13,41% |
| Musulmani | Musulmani    |  | 39  | 9,17%  |
| Sârbi | Sârbi        |  | 29  | 6,82%  |
| necunoscută | necunoscută  |  | 17  | 4%     |